# Athysanus harrarensis
Athysanus harrarensis är en insektsart som beskrevs av Baker 1925. Athysanus harrarensis ingår i släktet Athysanus och familjen dvärgstritar. Inga underarter finns listade i Catalogue of Life.